# Villagómez
Villagómez es un municipio colombiano del departamento de Cundinamarca ubicado en la provincia de Rionegro, a 103 km al noroccidente de  Bogotá.

## Toponimia

### Origen lingüístico[3]
- Familia lingüística: Indoeuropea
- Lengua: Latín

### Significado
Villa es una palabra de origen latino, designa a una "casa de campo con granja". El apellido Gómez se deriva del nombre de pila Gome, que quiere decir "el hijo de Gome". También significa "hombre".

### Origen / Motivación
El nombre de Villagómez es en homenaje al párroco del municipio de Pacho, Misael Gómez.

## Historia
Por el año 1926 comenzó a formarse el caserío que luego se llamó Villagómez en homenaje al párroco de Pacho, presbítero Misael Gómez, quien fuera su principal gestor y quien obtuvo la cesión del terreno para el área de población. En 1936 fue erigido en corregimiento. Por ordenanza n.º 3 de 11 de junio de 1942, cuyo proyecto fue presentado por el diputado Eduardo Patiño Bernal, se creó la inspección departamental de policía de Villagómez en jurisdicción de Pacho[cita requerida]. Dado su creciente desarrollo económico e importancia social y política, en 1964 el diputado Juan Vargas Calvo presentó a la Asamblea el proyecto de ordenanza creando el municipio de Villagómez, la cual fue rechazada al demostrarse que aún no cumplía los requisitos de población exigidos por la Ley 49 de 1931. Al año siguiente, por gestión del mismo diputado, se votó la ordenanza 2 de 18 de octubre de 1965, por la cual se erigió municipio, segregando su territorio de Pacho y Paime. Por decreto 317 de 11 de marzo de 1966 se nombró alcalde al Señor Julio A. Farfán, quien se posesionó al día siguiente. Por decreto 323 de 12 del mismo mes se ratificaron sus límites.[cita requerida]

## Geografía

### División administrativa
Administrativamente, está conformado por la cabecera municipal, la inspección municipal de policía de Cerro Azul que cuenta con su área urbana y rural, y doce veredas legalmente constituidas. En el contexto municipal existen áreas periféricas de otros municipios limítrofes con Villagómez que buscan su reconocimiento departamental y nacional; pues en el contexto municipal existe tal reconocimiento y se atiende a su población hasta donde es posible.
- Extensión total: 6300 km²
- Extensión área urbana: 19.768 km²
- Extensión área rural: 6138 km²
- Altitud de la cabecera municipal (metros sobre el nivel del mar): 1575
- Temperatura media: 20 °C
- Distancia de referencia: 103 km

### Clima
Según la Infraestructura de Datos Espaciales de Cundinamarca - IDEC, el municipio de Villagómez se encuentra en el cinturón climático templado presentando temperaturas entre los 10 °C y 24 °C en promedio.

### Límites
| Noroeste: Topaipí | Norte: Paime | Nordeste: Paime    |
| Oeste: Pacho      |              | Este: San Cayetano |
| Suroeste: Pacho   | Sur: Pacho   | Sureste: Pacho     |

## Símbolos

### Bandera
La bandera se divide en tres secciones horizontales. En la sección izquierda, tiene un fondo de color blanco sólido. En el centro de la bandera, se destaca un diamante de color amarillo. La sección derecha se subdivide en dos partes: la parte superior es de color azul, y la parte inferior es de color verde.

### Escudo
Tiene forma de escudo francés moderno y está dividido en tres cuadrantes. El cuadrante superior izquierdo es amarillo con un árbol con sus frutos representando la riqueza agrícola del municipio, el cuadrante superior derecho es rojo con un bovino, el cuadrante inferior izquierdo es azul con dos montañas, un sol amarillo y con un lago representando uno de los principales recursos hídricos. Debajo del escudo hay una cinta ondulante con las palabras "Señorial, Hidalga y Primaveral" reflejando que Villagómez es un municipio con historia de producción agropecuaria constante y un clima favorable.

### Himno
El himno del municipio de Villagómez fue compuesto por Pedro Acuña Meza y Cleotilde Fajardo.

## Turismo
- Cerro Azul
- Cerro vereda Mitacas
- Cordillera Chinavita
- Cordillera Pasuncha
- Cordillera Peña Blanca
- Laguna Corinto
- Laguna Potosí
- Finca café Qawha principal
- Templo Parroquial